# Matterhorn Gotthard Bahn
Matterhorn Gotthard Bahn (MGB) je švýcarská železniční společnost provozující úzkorozchodné tratě (rozchod 1000 mm) v kantonech Wallis, Uri a Graubünden.
Společnost vznikla k 1. lednu 2003 fúzí společností Furka-Oberalp-Bahn a BVZ Zermatt-Bahn. Cílem bylo nejenom prosazování a uskutečňování společných zájmů, ale i větší flexibilita při řešení finančních situací (kapitálové spojení). Skupina patří do holdingu BVZ Holding AG, který vlastní 50 % kapitálu MGB, zbylých 50 % vlastní stát a kantony. Sídlo společnosti se nachází v Brigu.

## Struktura
Společnost se dělí na dvě akciové společnosti: Matterhorn Gotthard Verkehrs AG (VKM: MGB) spravuje provoz, lokomotivy, osobní i nákladní vozy a depa, zatímco Matterhorn Gotthard Infrastruktur AG spravuje železniční svršek, trakční vedení, pomocná zařízení a staniční budovy.
Od roku 1991 (prostřednictvím bývalé BVZ) společnost udržuje partnerství s japonskou železniční společností Fuji-Kyūkō.

## Popis sítě

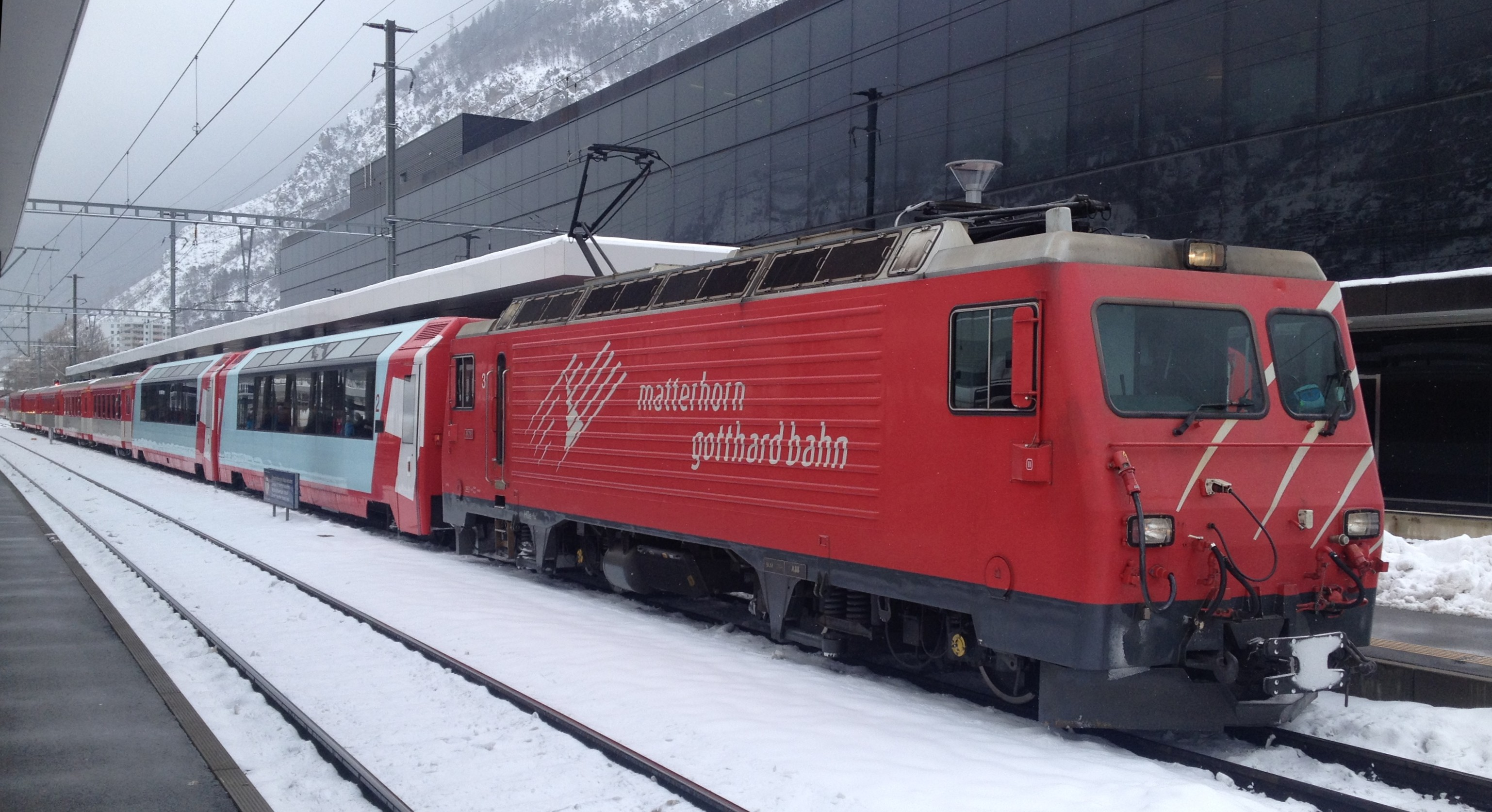
Nejrozšířenější hnací vozidlo MGB – lokomotiva řady HGe 4/4 II

Matterhorn Gotthard Bahn zajišťuje provoz na trati z Zermattu přes Brig do stanice Disentis/Mustér, kde na ni navazuje trať Rhétské dráhy o stejném rozchodu, a na odbočce Andermatt–Göschenen (Schöllenenbahn). Délka celé sítě drah činí 144 km. Nachází se na ní 33 tunelů a galerií a 126 mostů. Fascinující je pohled na červenobílé vlakové soupravy v kulisách impozantní alpské přírody.
Nejjižnější bod sítě se nachází v Zermattu (1605 m n. m.). Odtud vede dráha údolím Mattertal, kterým protéká řeka Vispa, do navazujícího údolí kolem řeky Rhôny do Brigu (670 m n. m.). Dále stoupá železnice malebným krajem Goms do kantonu Uri. V sedle Oberalppass nad městečkem Andermatt dosahují tratě MGB svého nejvyššího bodu ve výšce 2033 m n. m. Konečná stanice Disentis/Mustér (1130 m n. m.) je společná s Rhétskou dráhou (navazující Surselvská dráha), která na rozdíl od MGB ve své síti nepoužívá ozubnici.
31,9 km dráhy je opatřeno ozubnicí. Maximálního sklonu 181 ‰ dosahuje dráha v soutěsce Schöllenenschlucht na odbočce Andermatt–Göschenen; na adhezních úsecích je max. sklon 25 ‰. Na trati leží úpatní tunel Furka o délce 15,4 km.
Matterhorn Gotthard Bahn zaměstnává kolem 500 zaměstnanců. Ročně přepraví více než 1 milion cestujících, přes 100 000 tun nákladu na 462 kolejových vozidlech a 47 nádražích. První vlak současné MGB vyjel dne 3. července 1891 na trati Visp směrem k Zermattu (dříve BVZ). V roce 1926 byla otevřena trať Brig – Disentis (dříve FO) a v roce 1930 byla dokončena výstavba tratě mezi Visp–Brig, čímž došlo k propojení obou tratí. Tehdy byl také poprvé zaveden světoznámý spoj Glacier Express.
20. října 2005 schválila valná hromada Gornergrat Bahn GGB (Gornergrat Monte Rosa - Bahnen) své začlenění do BVZ Holdingu. Došlo tak k dalšímu posílení kapitálu.

## Logo
Společnost Matterhorn Gotthard Bahn i její předchůdkyně BVZ Zermatt-Bahn převzala hlavní motiv oblasti, tj. siluetu hory Matterhorn.

Galerie
Visp-Zermatt Bahn
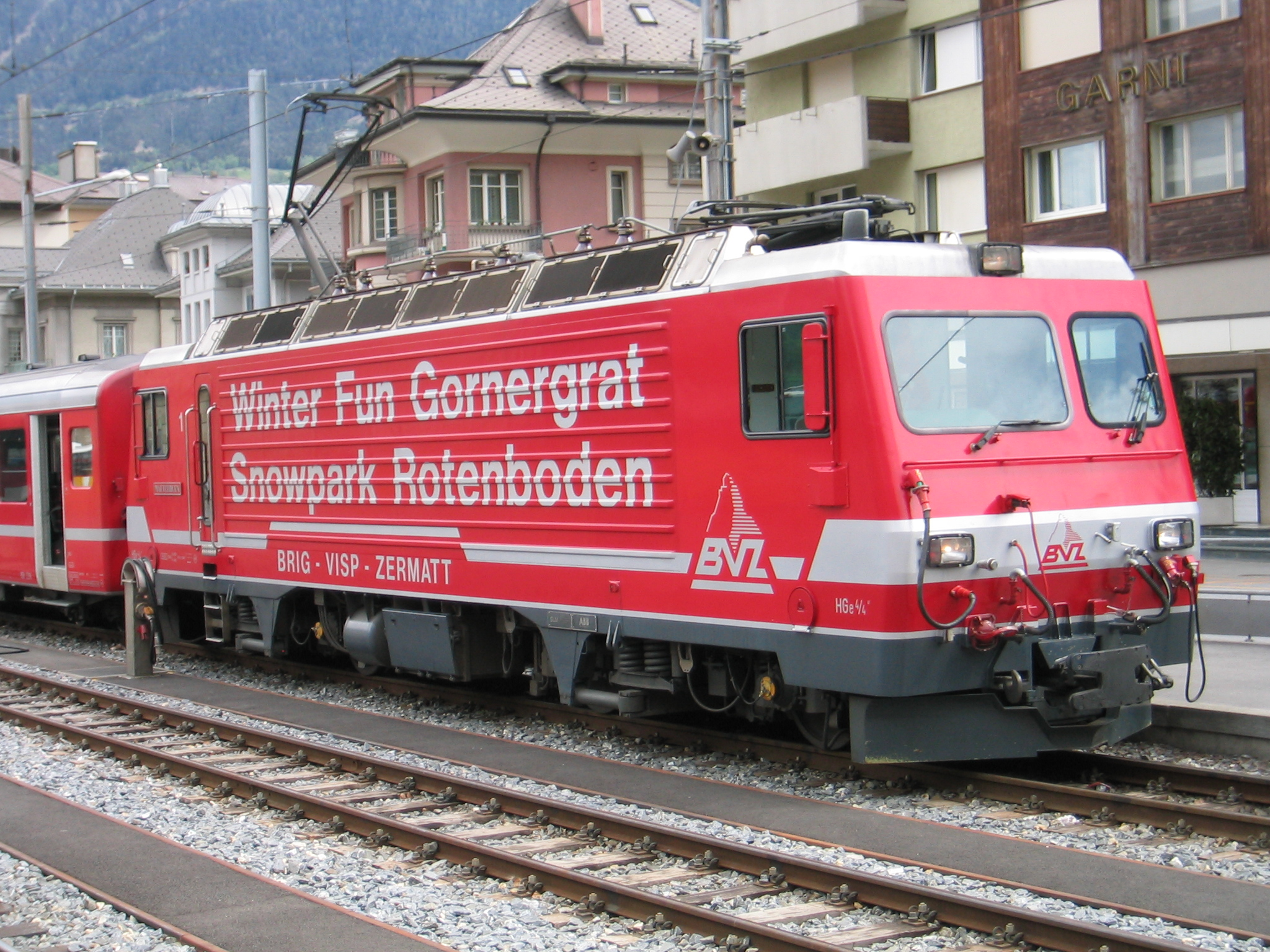
Brig-Visp-Zermatt Bahn na lokomotivě
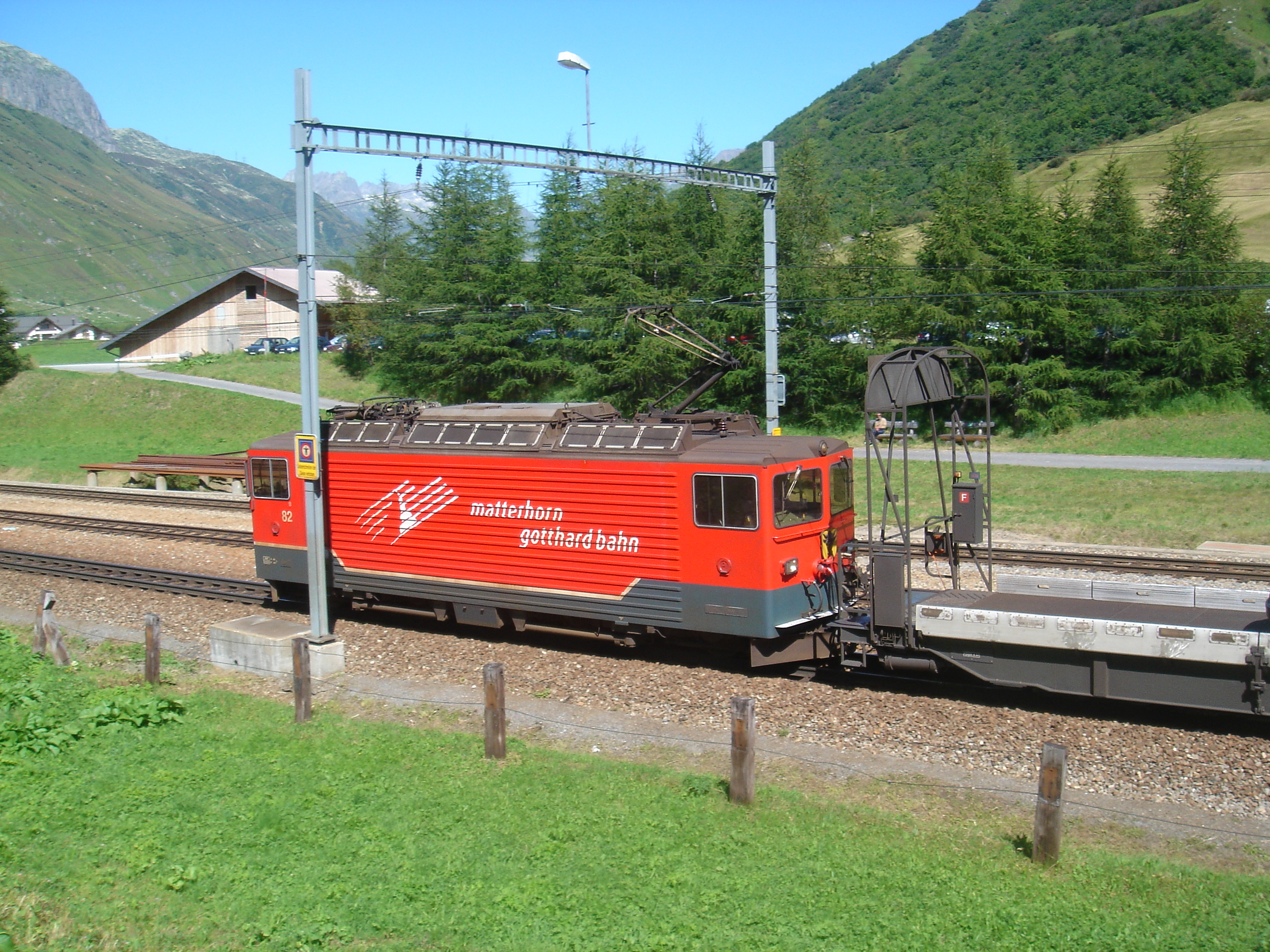
Matterhorn Gotthard Bahn na lokomotivě
 
- Brig-Visp-Zermatt Bahn
na lokomotivě
- Matterhorn Gotthard Bahn
na lokomotivě

## Vozidlový park
| Typ                                                         | Počet kusů | Článek                                                          |
| ----------------------------------------------------------- | ---------- | --------------------------------------------------------------- |
| elektrické lokomotivy                                       | 22         | HGe 4/4 I Elektrokrokodil HGe 4/4 I Balkonlokomotive HGe 4/4 II |
| elektrické jednotky                                         | 23         |                                                                 |
| motorové lokomotivy a služební jednotky                     | 18         |                                                                 |
| parní lokomotiva (historická, r. 1906)                      | 1          | HG 2/3                                                          |
| řídící vozy                                                 | 28         |                                                                 |
| osobní panoramatické vozy                                   | 30         |                                                                 |
| osobní otevřený vyhlídkový vůz B 2226 (historický, r. 1932) | 1          |                                                                 |
| osobní vozy 1./2. třídy                                     | 19         |                                                                 |
| osobní vozy 2. třídy                                        | 72         |                                                                 |
| společenský vůz B 2225 (historický, r. 1890)                | 1          |                                                                 |
| salonní vůz AB 2121 (historický, r. 1906)                   | 1          |                                                                 |
| poštovní vozy                                               | 7          |                                                                 |
| služební vozy                                               | 20         |                                                                 |
| kryté nákladní vozy                                         | 24         |                                                                 |
| otevřené nákladní vozy                                      | 43         |                                                                 |
| speciální nákladní vozy                                     | 26         |                                                                 |
| cisternové vozy                                             | 13         |                                                                 |
| stroje pro odklízení sněhu                                  | 14         |                                                                 |
Vozidla jsou vybavena samočinnou sací brzdou a ke spřahování se používá systém s centrálním nárazníkem a dvěma postranními tažnými háky a šroubovkami.